# Kreis Wesel
Wesel (Nederlands: Wezel) is een Kreis in het noordwesten van de Duitse deelstaat Noordrijn-Westfalen, in het Regierungsbezirk Düsseldorf. Kreisstadt is de gelijknamige stad Wesel. De Kreis telt 460.113 inwoners (31 december 2020) op een oppervlakte van 1.042,81 km². Op 31 december 2020 had 10,06% van de inwoners een niet-Duits staatsburgerschap (46.270 niet-Duitsers) en hadden 1.670 inwoners het Nederlandse staatsburgerschap.

## Geografie
Wesel grenst aan de Kreise Borken, Recklinghausen, Viersen en Kleef en aan de steden Bottrop, Oberhausen, Duisburg en Krefeld. Het ligt in de regio Nederrijn.
Door Wesel stroomt de Rijn in het Nederrijngebied van zuid naar noord richting Emmerik.

## Steden en gemeenten
| Steden | Gemeenten                                   |
| --- | ------------------------------------------- |
| 1. Dinslaken 2. Hamminkeln 3. Kamp-Lintfort 4. Moers 5. Neukirchen-Vluyn 6. Rheinberg 7. Voerde 8. Wesel 9. Xanten | 1. Alpen 2. Hünxe 3. Schermbeck 4. Sonsbeck |